# العلاقات البنمية الموريتانية
العلاقات البنمية الموريتانية هي العلاقات الثنائية التي تجمع بين بنما وموريتانيا.

## مقارنة بين البلدين
هذه مقارنة عامة ومرجعية للدولتين:
| وجه المقارنة                                              | بنما                      | موريتانيا                 |
| --------------------------------------------------------- | ------------------------- | ------------------------- |
| المساحة (كم2)                                             | 74.18 ألف                 | 1.03 مليون                |
| عدد السكان (نسمة)                                         | 4.10 مليون                | 4.42 مليون                |
| الكثافة السكانية (ن./كم²)                                 | 55.27                     | 4.29                      |
| العاصمة                                                   | بنما                      | نواكشوط                   |
| اللغة الرسمية                                             | اللغة الإسبانية           | اللغة العربية، لغة فرنسية |
| العملة                                                    | بالبوا بنمي، دولار أمريكي | أوقية موريتانية، أوقية ‏   |
| الناتج المحلي الإجمالي (بليون دولار)                      | 61.84 مليار               | 5.02 مليار                |
| الناتج المحلي الإجمالي (تعادل القوة الشرائية) بليون دولار | 87.37 مليار               |                           |
| الناتج المحلي الإجمالي الاسمي للفرد دولار أمريكي          | 13.27 ألف                 |                           |
| الناتج المحلي الإجمالي للفرد دولار أمريكي                 | 20.89 ألف                 | 3.91 ألف                  |
| مؤشر التنمية البشرية                                      | 0.780                     | 0.506                     |
| رمز المكالمات الدولي                                      | +507                      | +222                      |
| رمز الإنترنت                                              | .pa                       | .mr                       |
| المنطقة الزمنية                                           | 00                        | 00                        |

## منظمات دولية مشتركة
يشترك البلدان في عضوية مجموعة من المنظمات الدولية، منها:
| علم المنظمة | اسم المنظمة                               | تاريخ انضمام بنما | تاريخ انضمام موريتانيا |
| ----------- | ----------------------------------------- | ----------------- | ---------------------- |
|             | يونسكو                                    | 10 يناير 1950     | 10 يناير 1962          |
|             | مؤسسة التمويل الدولية                     | 20 يوليو 1956     | 29 ديسمبر 1967         |
|             | المركز الدولي لتسوية المنازعات الاستشارية | 8 مايو 1996       | 14 أكتوبر 1966         |
|             | منظمة حظر الأسلحة الكيميائية              | ?                 | ?                      |
|             | مؤسسة التنمية الدولية                     | 1 سبتمبر 1961     | 10 سبتمبر 1963         |
|             | منظمة التجارة العالمية                    | ?                 | 31 مايو 1995           |
|             | وكالة ضمان الاستثمار متعدد الأطراف        | 21 فبراير 1997    | 8 سبتمبر 1992          |
|             | الاتحاد البريدي العالمي                   | ?                 | ?                      |
|             | منظمة الشرطة الجنائية الدولية             | ?                 | ?                      |
|             | الأمم المتحدة                             | 13 نوفمبر 1945    | 27 أكتوبر 1961         |
|             | الاتحاد الدولي للاتصالات                  | 14 يوليو 1914     | 18 أبريل 1962          |
|             | البنك الدولي للإنشاء والتعمير             | 14 مارس 1946      | 10 سبتمبر 1963         |

## وصلات خارجية
- موقع وزارة الخارجية البنمية